# Schefflera sibayakensis
Schefflera sibayakensis är en araliaväxtart som beskrevs av Elmer Drew Merrill. Schefflera sibayakensis ingår i släktet Schefflera och familjen araliaväxter.
Artens utbredningsområde är Sumatera. Inga underarter finns listade.